# Dirt Rally
Dirt Rally, és un videojoc de curses desenvolupat i publicat per Codemasters per Windows de Microsoft publicat el 7 de desembre de 2015. Una vezrsió per a les consoles de vuitena generació PlayStation 4 i Xbox One va sortir el 5 d'abril de 2016.

## Gameplay
Dirt Rally, és un videojoc de curses centrat en el ral·li. Els jugadors competeixen en esdeveniments d'etapa cronometrada en i fora d'asfalt en condicions de temps variable. En la versió original, el joc presentava 17 cotxes, 36 etapes de tres ubicacions mundials reals (Baumholder, Powys i Argolis), i multijugador asíncron. Rallycross i jugador versus multijugador són les maneres de jocs planejats. Codemasters va anunciar una llicència amb el Campionat Mundial de Rallycross FIA al juliol de 2015.
Dirt Ral·li presenta una gran quantitat de vehicles en una àmplia varietat de categories. Conté cotxes de les dècades 1960, 1970, 1980, Grup B, Grup A, Grup R, 2000, 2010, Rallycross i Pikes Peak.

## Desenvolupament
Dirt Ral·li està desenvolupat pel creador de videojoc britànica Codemasters utilitzant l'Ego motor. El desenvolupament va començar amb l'equip que va crear el videojoc de Dirt: Showdown (2012). Codemasters ha emfatitzat el seu desig de crear un simulador amb Dirt Ral·li. Van començar prototipant un model de conducció amb pistes basades en mapes de dades. El joc fa servir un model de física diferent de títols anteriors, reconstruïts de zero.

Van presentar un prototip de Dirt Ral·li a periodistes a la fi de 2013, però el joc va ser anunciat oficialment al 27 d'abril de 2015. Va ser publicat més tard per Windows de Microsoft en accés primerenc a la plataforma Steam. El director de desenvolupament Paul Coleman justificava la versió inacabada del joc per obtenir observacions dels jugadors. Codemasters pretén introduir cotxes nous, ubicacions, i maneres en actualitzacions mensuals, i fer alguns ajustos durant el procés d'accés primerenc. La versió completa, amb més cotxes i ubicacionsva ser publicada el 7 de desembre de 2015.

## Recepció
La recepció inicial cap a Dirt Ral·li ha estat positiva.